# Dobrin (Sălaj)
Pour les articles homonymes, voir Dobrin.
Dobrin (en hongrois Debren) est une commune roumaine du județ de Sălaj, dans la région historique de Transylvanie et dans la région de développement du Nord-ouest.

## Géographie
La commune de Dobrin est située dans le nord du județ, au point de contact entre la vallée de la rivière Sălaj et des Monts Sălaj, à 18 km au sud de Cehu Silvaniei et à 20 km au nord de Zalău, le chef-lieu du județ.
La municipalité est composée des six villages suivants (population en 2002) :
- Deleni (94) ;
- Doba (619) ;
- Dobrin (313), siège de la commune ;
- Naimon (92) ;
- Sâncraiu Silvaniei (173) ;
- Verveghiu (471).

## Histoire
La première mention écrite de la commune date de 1423 sosu le nom hongrois de Debren.
La commune, qui appartenait au royaume de Hongrie, faisait partie de la principauté de Transylvanie et elle en a donc suivi l'histoire.
Après le compromis de 1867 entre Autrichiens et Hongrois de l'empire d'Autriche, la principauté de Transylvanie disparaît et, en 1876, le royaume de Hongrie est partagé en comitats. Dobrin intègre le comitat de Szilágy (Szilágymegye).
À la fin de la Première Guerre mondiale, l'Empire austro-hongrois disparaît et la commune rejoint la Grande Roumanie.
En 1940, à la suite du deuxième arbitrage de Vienne, elle est annexée par la Hongrie jusqu'en 1944. Elle réintègre la Roumanie après la Seconde Guerre mondiale.

## Politique
Le Conseil Municipal de Dobrin compte 11 sièges de conseillers municipaux. À l'issue des élections municipales de juin 2008, Carol Csapó (UDMR) a été élu maire de la commune.
| Parti                                      | Nombre de conseillers |
| ------------------------------------------ | --------------------- |
| Union démocrate magyare de Roumanie (UDMR) | 6                     |
| Parti national libéral (PNL)               | 2                     |
| Parti démocrate-libéral (PD-L)             | 2                     |
| Parti social-démocrate (PSD)               | 1                     |

## Religions
En 2002, la composition religieuse de la commune était la suivante :
- Réformés, 67,53 % ;
- Chrétiens orthodoxes, 20,14 % ;
- Baptisites, 5,10 % ;
- Adventistes du septième jour, 2,04 % ;
- Pentecôtistes, 1,70 % ;
- Catholiques romains, 1,64 %.

## Démographie
En 1910, à l'époque austro-hongroise, la commune comptait 915 Roumains (31,63 %) et 1 936 Hongrois (66,92 %).
En 1930, on dénombrait 829 Roumains (29,33 %), 1 904 Hongrois (67,37 %), 42 Juifs (1,49 %) et 45 Tsiganes (1,59 %).
En 1956, après la Seconde Guerre mondiale, 909 Roumains (27,77 %) côtoyaient 2 306 Hongrois (70,46 %) et 53 Tsiganes (1,62 %).
En 2002, la commune comptait 386 Roumains (21,90 %), 1 320 Hongrois (74,91 %) et 56 Tsiganes (3,17 %). On comptait à cette date 856 ménages et 796 logements.
| 1850  | 1880  | 1900  | 1910  | 1920  | 1930  | 1941  | 1956  | 1966  |
| ----- | ----- | ----- | ----- | ----- | ----- | ----- | ----- | ----- |
| 2 612 | 2 596 | 2 606 | 2 893 | 2 657 | 2 826 | 2 953 | 3 273 | 2 825 |

| 1977  | 1992  | 2002  | 2007  | - | - | - | - | - |
| ----- | ----- | ----- | ----- | - | - | - | - | - |
| 2 561 | 1 902 | 1 762 | 1 733 | - | - | - | - | - |

## Économie
L'économie de la commune repose sur l'agriculture et l'élevage. La commune dispose de 2 071 ha de terres arables, de 570 ha de pâturages, de 175 ha de prairies, de 144 ha de vignes et de 11 ha de vergers.

## Communications

### Routes
Dobrin est située sur la route régionale DJ108D Crișeni-Cehu Silvaniei.

## Lieux et monuments
- Dobrin, église orthohdoxe en bois des Sts Archanges Michel et Gabriel (Sf. Arhangeli Mihial și Gavrili) datant de 1720[7].

- Sâncrain, église réformée datant de 1347.

- Doba Mică, église orthodoxe en bois des Sts Archanges datant du XVIIe siècle.